# Joaquín Prieto Warnes
Joaquín Prieto Warnes (1813-Santiago de Chile, 25 de abril de 1877), fue un diputado y empresario chileno.

## Vida
Fue hijo del expresidente de la República don José Joaquín Prieto Vial y de su esposa Manuela Warnes García de Zúñiga.

### Matrimonio e hijos
Contrajo matrimonio el 6 de septiembre de 1856 en la Parroquia El Sagrario con Primitiva Hurtado Alcalde y tuvieron una numerosa descendencia. Sus hijos fueron:
- María Mercedes Manuela del Carmen del Corazón de Jesús Prieto Hurtado, c. 19 Jun 1857, Parroquia El Sagrario, Santiago, Santiago, Chile.
- Rosa Carmen Micaela Prieto Hurtado, c. 10 Feb 1862, Iglesia San Isidro, Santiago, Santiago, Chile. Casada el 22 de junio de 1882, con el político Patricio Larraín Alcalde.
- José Joaquín Prieto Hurtado, n. 22 Mar 1864, Santiago, Santiago, Chile.
- Luis Genaro Prieto Hurtado, c. 20 Ago 1865, Iglesia San Isidro, Santiago, Santiago, Chile. Padre del abogado, periodista y escritor Jenaro Osvaldo Prieto Letelier.
- Manuela Josefa de la Cruz Prieto Hurtado, n. 3 de mayo de 1868, Santiago, Santiago, Chile.
- Amalia Prieto Hurtado, n. Santiago, Santiago, Chile.

## Vida pública
Fue elegido diputado suplente por "Itata", período 1840-1843; no tuvo ocasión de reemplazar al diputado propietario.
Fue uno de los colaboradores del "Semanario de Santiago"; y uno de los fundadores del primer Banco de Chile, en 1859.
No fue precisamente un hombre público ni político. Se dedicó sobre todo a sus negocios particulares, hasta los últimos años de su vida.